# マリヤ・ウラジーミロヴナ・ロマノヴァ
マリヤ・ウラジーミロヴナ・ロマノヴァ（ロシア語: Мария Владимировна Романова, 1953年12月23日 - ）は、ロシア帝位請求者。1992年よりロシア女帝およびロシア帝室家長を称しており、また、出生時よりロシア大公女の儀礼称号と「Ее Императорское Высочество」の敬称を用いている。しかしその帝位請求権および「大公女」称号の使用には、ロシア皇族子孫の一部から異議が唱えられている。

## 経歴

マリヤ・ウラジーミロヴナのモノグラム

1953年、ロシア帝室家長のウラジーミル・キリロヴィチ大公と、その妻の公爵令嬢レオニーダ・バグラチオン＝ムフランスカヤとの間の一人娘として、マドリードで生まれた。母レオニーダはアメリカ人の資産家との離婚歴があった。マリヤはマドリードとパリで教育を受け、短期間ながらオックスフォード大学に在籍し、ロシアの歴史と文学を学んだ。
1969年12月23日、マリヤは家内法において成人と見なされる年齢に達し、父ウラジーミルに忠誠を誓う儀式を行った。ウラジーミルはこの時、自分が他の皇族たちに先だって死んだときには、マリヤが「ロシア帝位の保護者」の地位を引き継ぐと宣言して、一族の大きな反発を買った。これはウラジーミルが自分の直系子孫に帝位請求権を受け継がせるための企てと見なされ、3つの分家の当主たちはウラジーミルの決定を違法だと非難した。
マリヤは1976年9月22日、プロイセン王子フランツ・ヴィルヘルムと結婚した。フランツ・ヴィルヘルムは正教会に改宗してミハイル・パヴロヴィチと名乗り、ウラジーミルから「ロシア大公」の称号を授けられた。夫妻は一人息子のゲオルギー・ミハイロヴィチが生まれた翌年の1982年に別居し、1985年に離婚した。フランツ・ヴィルヘルムはロシア名を名乗るのを止め、称号もプロイセン王子に戻した。

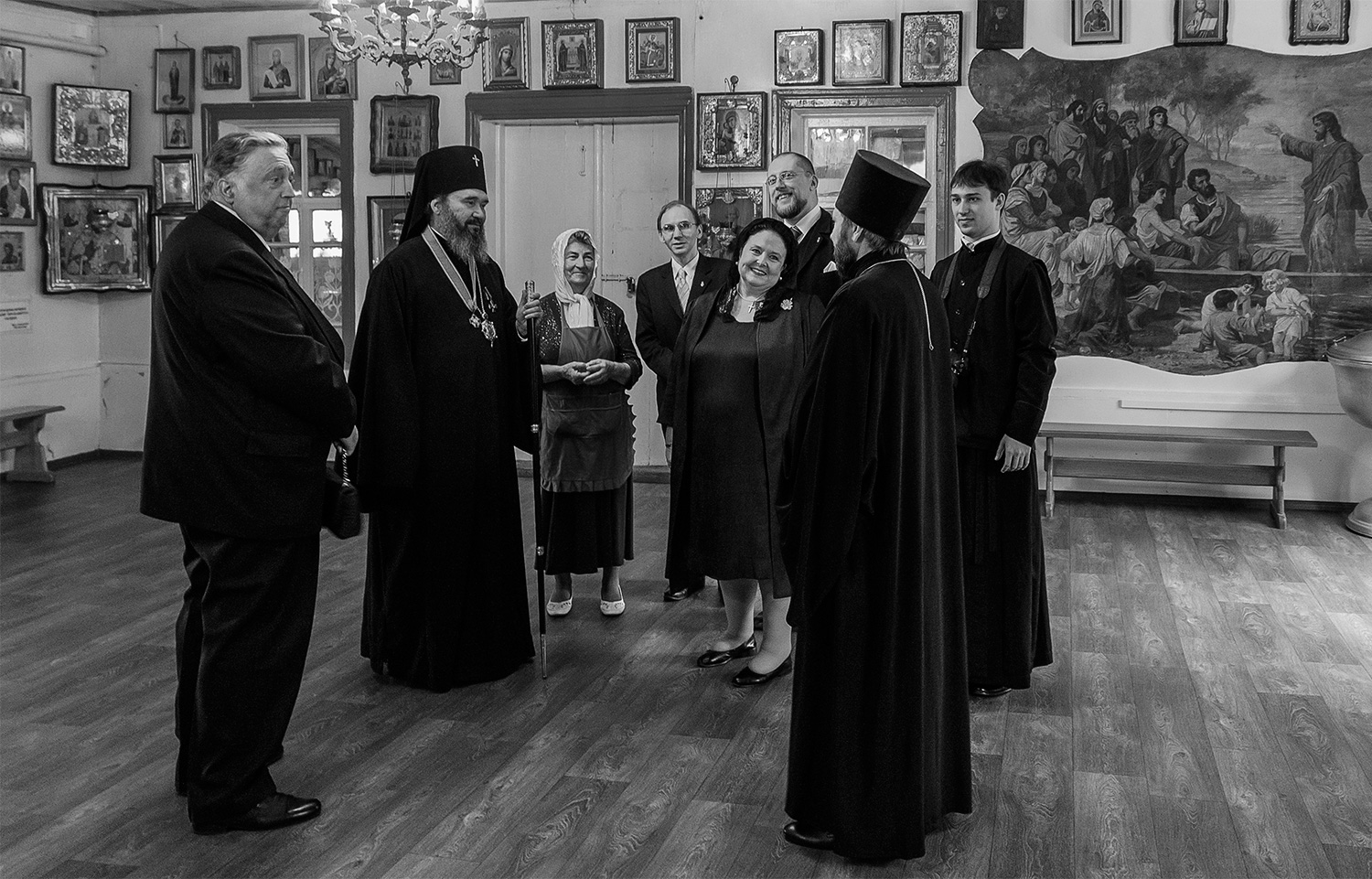
2016年、エリスタのカザン大聖堂における生神女誕生祭に出席したマリヤ・ウラジーミロヴナ・ロマノヴァ（右から4人目）

1992年に父ウラジーミルが死去すると、マリヤがロシア帝室家長の座を引き継いだ。しかしこの継承も他の皇族たちから反対に遭い、反対派の人々はロマノフ家協会の総裁を務めていたニコライ・ロマノヴィチ・ロマノフをウラジーミルの後継者に選んだ。

## 子女
プロイセン王子フランツ・ヴィルヘルムとの間に1男を生んだ。
- ゲオルギー（1981年3月13日 - ）